# Walentin Rajczew
Walentin Rajczew Rangełow (bułg. Валентин Райчев Рангелов; ur. 20 sierpnia 1958 w Sofii) – bułgarski zapaśnik walczący w stylu wolnym.
W młodości trenował bieg na 60 m, piłkę nożną, piłkę ręczną i koszykówkę. W 1969, w wieku 12 lat został zauważony przez Stefana Stojkowa i dołączył do klubu Spartak Sofia. W 1978 został włączony do kadry narodowej.
Złoty medalista olimpijski z Moskwy 1980 w kategorii 74 kg.
Wicemistrz świata w 1981. Zdobył srebrny medal na mistrzostwach Europy w 1981 roku.
Po zakończeniu kariery został trenerem młodzieży w klubie Lewski-Spartak (1986), później do igrzysk w 1992 odpowiadał za przygotowanie fizyczne reprezentacji Francji. Następnie wrócił do Bułgarii, gdzie prowadził własną stację benzynową w Kostinbrodzie. Po sprzedaniu stacji został dyrektorem wykonawczym bułgarskiej federacji zapaśniczej. W listopadzie 2012 został trenerem reprezentacji Bułgarii w stylu wolnym.

## Wyniki olimpijskie
- Turniej w Moskwie 1980

Pokonał z Bartholomäusa Brötznera z Austrii, Riccardo Niccoliniego z Włoch, Reinholda Steingräbera z NRD, Rajindera Singha z Indii, Ryszarda Ścigalskiego, Pawła Pinigina z ZSRR, Dżamcyna Dawaadżawa z Mongolii i Dana Karabina z Czechosłowacji.